# Contea di Delaware (Indiana)
La contea di Delaware, in inglese Delaware County, è una contea dello Stato dell'Indiana, negli Stati Uniti. La popolazione al censimento del 2000 era di 118 769 abitanti. Il capoluogo di contea è Muncie.